# 公子慭 (鲁国)
公子慭（？—？），姬姓，名慭，一名整，字子仲，鲁昭公时，公子慭为卿。
季平子继立后，对费宰南蒯不加礼遇，南蒯与公子慭合谋，打算驱逐季平子，把他的家产充公，让公子慭取代他的地位，南蒯则占据费地成为公臣。公子慭答应了，并把这件事告诉了鲁昭公。前530年，公子慭与鲁昭公前去晋国，朝见新立的晋昭公，晋国拒绝鲁昭公进入，公子慭遂代表鲁国前往。南蒯害怕打不赢季平子，不得不带着费地叛变到了齐国。公子慭回国的路上路经卫国，听说了动乱的情况，丢下副使先行回到国内，抵达郊外后，听说是费地叛乱，就逃亡到齐国。
公子慭有一女叫重，是齐景公的夫人。